# Lateri
Lateri (en hindi: लतेरी ) es una localidad de la India en el distrito de Vidisha, estado de Madhya Pradesh.

## Geografía
Se encuentra a una altitud de 527 m s. n. m. a 109 km de la capital estatal, Bhopal, en la zona horaria UTC +5:30.

## Demografía
Según estimación 2010 contaba con una población de 17 389 habitantes.